# Islandia na Letnich Igrzyskach Olimpijskich Młodzieży 2010
Islandię na Letnich Igrzyskach Olimpijskich Młodzieży 2010 w Singapurze reprezentowało 6 sportowców w 1 dyscyplinie.

## Skład kadry

### Pływanie
Chłopcy:
- Anton Sveinn McKee
  - 200 m stylem dowolnym - 34. w kwalifikacjach
  - 400 m stylem dowolnym - 27. w kwalifikacjach
- Hrafn Traustason
  - 100 m na plecach - 25. w kwalifikacjach
  - 200 m na plecach - 17. w kwalifikacjach

Dziewczęta
- Ingibjorg Kristin Jonsdottir
  - 50 m stylem dowolnym - 9. w półfinale
  - 100 m stylem dowolnym - 21. w kwalifikacjach
- Karen Sif Vilhjalmsdottir
  - 50 m stylem dowolnym - 25. w kwalifikacjach
  - 100 m stylem dowolnym - 34. w kwalifikacjach
  - 200 m stylem dowolnym - 30. w kwalifikacjach
- Inga Elin Cryer
  - 200 m stylem zmiennym - 18. w kwalifikacjach
  - 400 m stylem dowolnym - 16. w kwalifikacjach
- Bryndis Run Hansen
  - 50 m stylem motylkowym - 13 w półfinale
  - 100 m stylem motylkowym - 26. w kwalifikacjach
  - 200 m stylem zmiennym - 20. w kwalifikacjach